# Astragalus nematodes
Astragalus nematodes är en ärtväxtart som beskrevs av Pierre Edmond Boissier. Astragalus nematodes ingår i släktet vedlar, och familjen ärtväxter. Inga underarter finns listade i Catalogue of Life.